# Rueil-la-Gadelière
Rueil-la-Gadelière  es una población y comuna francesa, en la región de  Centro, departamento de Eure y Loir, en el distrito de Dreux y cantón de Brezolles. La localidad está situada en el norte de Francia a 100 kilómetros al oeste de París. 

## Demografía
| 376 | 311 | 305 | 406 | 455 | 476 |
| Para los censos de 1962 a 1999 la población legal corresponde a la población sin duplicidades (Fuente: INSEE [Consultar]) |     |     |     |     |     |